# Năvodari
Năvodari es una ciudad con estatus de oraș de Rumania en el distrito de Constanța.

## Toponimia
El nombre original del lugar puede encontrarse escrito con formas como Cara-Coium, Caracoium y Carachioi. Pasó a llamarse Năvodari en 1927.

## Geografía
Se encuentra a una altitud de 17 m sobre el nivel del mar, a 223 km de la capital, Bucarest. La ciudad está ubicada en la región de Dobruja septentrional.

## Historia
Hacia finales del siglo XIX la localidad de Cara-Coium, que ya por entonces pertenecía al condado de Constanța, formaba parte de la comuna de Cicracci y tenía contabilizada una población de 506 habitantes. En 1932 fue creada la comuna de Năvodari.
En la segunda mitad del siglo XX la antigua comuna se había convertido en un oraș, compuesto por las localidades de Năvodari y Mamaia-Sat. En el censo de 2021 el oraș tenía una población de 34 398 habitantes.

## Demografía
Según estimación 2012 contaba con una población de 38 232 habitantes.
| 1948 | 1956 | 1966 | 1977 | 1992   | 2002   | 2012   |
| s/d  | s/d  | s/d  | 9717 | 31 746 | 32 390 | 38 232 |